# Situazioni particolari
Situazioni particolari è il titolo del primo album discografico di Ignazio Scassillo, pubblicato nel 2000.

## Tracce
1. Africa
2. Donna Cuncetta
3. Nuet Mon Amour
4. Adios Nonino
5. Soldi Soldi Soldi
6. Deyanda (demo per Walt Disney Picture)
7. Tango Napoletano
8. Blue Mood
9. Povera Italia
10. Summer Pina
11. Tangolo
12. Sono di Napoli